# Ngui-Libobi
 Ngui-Libobi est un village de la région du Centre du Cameroun, situé dans la commune de Nguibassal. 

## Population et développement
En 1962, la population de Ngui-Libobi était de 181 habitants. La population de Ngui-Libobi était de 148 habitants dont 75 hommes et 73 femmes, lors du recensement de 2005.     